# Корисні копалини Аргентини
В Аргентині є родовища нафти, газу, руд урану, золота, срібла, міді, свинцю, цинку, берилію та ін.

## Корисні копалини Аргентини станом на 1998-99 рр.
| Корисні копалини                           | Запаси       | Запаси   | Вміст корисного компоненту в рудах, % | Частка у світі, % |
| Корисні копалини                           | Підтверджені | Загальні | Вміст корисного компоненту в рудах, % | Частка у світі, % |
| Барит, тис. т                              | 100          | 150      | 90 (BaSO4)                            |                   |
| Оксид берилію, тис. т                      | 5            | 70       | 0,24 (ВеО)                            | 2,2               |
| Вольфрам, тис. т                           | 9            | 16       | 0,5 (WO3)                             | 0,3               |
| Залізні руди, млн т                        | 350          | 1200     | 45                                    | 0,2               |
| Золото, т                                  | 422          | 1030     | 0,95-4,2 г/т                          | 0,9               |
| Калійні солі, млн т (в перерахунку на К2О) | 15           | 20       | 12 (К2О)                              | 0,2               |
| Мідь, тис. т                               | 16240        | 20140    | 0,7 (Cu)                              | 2,4               |
| Марганцеві руди, млн т                     | 2            | 8        | 23 (Mn)                               | 0,1               |
| Молібден, тис. т                           | 541          | 642      | 0,025                                 | 6,1               |
| Нафта, млн т                               | 360          |          |                                       | 0,3               |
| Олово, тис. т                              | 47           | 70       | 0,31                                  |                   |
| Плавиковий шпат, млн т                     | 3            | 4        | 50 (CaF2)                             | 1,6               |
| Природний горючий газ, млрд м³             | 683          |          |                                       | 0,5               |
| Свинець, тис. т                            | 557          | 687      | 5,6                                   | 0,5               |
| Срібло, т                                  | 9080         | 15980    | 240 г/т                               | 1,7               |
| Вугілля, млн т                             | 195          | 8130     |                                       |                   |
| Цинк, тис. т                               | 671          | 681      | 7,3                                   | 0,2               |
| Уран, тис. т                               | 4,62         | 5,52     | 0,19                                  | 0,2               |

## Нафта і газ
За запасами нафти і газу Аргентина займає третє місце в Латинській Америці. Виявлено 5 нафтогазоносних басейнів, які, головним чином розташовані в западинах Передандійського прогину. Загальна кількість родовищ нафти та газу становить понад 300. Вони зосереджені переважно в басейнах Неукен і Сан-Хорхе. Нафтогазоносними є піщані відкладення мезозою (басейни Мендоса, Неукен, Сан-Хорхе, Магелланів) і кайнозою (Сан-Хорхе і Магелланів). Найбільші родовища нафти — Комодоро-Рівадавія, Ель-Саусе, Барранкас; газу — Лома, Ла-Плата, Кампо-Дуран, Мадре-Хонес, Кондор.

## Вугілля
За запасами вугілля Аргентина займає сьоме місце в Латинській Америці. Найбільший кам'яно-вугільний басейн — Ріо-Турбіо, загальні запаси 350 млн т, провінція Санта-Крус. Він пов'язаний з вугленосною товщею крейди, палеогену, міоцену.

## Уран
За підтвердженими запасами урану Аргентина займає друге місце в Латинській Америці (після Бразилії) і входить у першу десятку країн світу. Родовища урану пов'язані з осадовими породами, за характером інфільтраційні і гідротермальні. Найбільше родовище — Сьєрра-Пінтада (загальні запаси 12 тис. т). Родовища урану знаходяться у провінціях Мендоса і Сан-Хуан (на півночі).

## Залізо
Основні запаси залізних руд пов'язані з нижньопалеозойськими залізистими формаціями. Найбільші родовища залізних руд: 
- Сьєрра-Гранде (провінція Ріо-Негро, загальні запаси 200 млн т, вміст Fe 40 %),
- Сапла (Сьєрра-Сапла в провінції Жужуй, відповідно 110 млн т, 45 %).

## Марганець
В Аргентині є незначні запаси марганцевих руд (родовище Фаральйон-Негро), які містять також золото (9 г/т) і срібло (16 г/т). Перспективний район Альта-де-ла-Бленда, потенційні ресурси якого оцінюються в 3 млн т.

## Мідь
В країні відомий ряд родовищ мідних руд — мідно-порфірового і молібден-мідно-порфірового типів (Бахо-де-ла-Алумбрера, загальні запаси 430 млн т руди). Родовища мідного залізняку знаходяться у провінціях Мендоса і Сан-Хуан.

## Молібден
Аргентина належить до числа країн, що володіють істотним мінерально-сировинним потенціалом молібдену. Вона диспонує 3,9 % загальних і 7,2 % підтверджених світових запасів молібдену. Підтверджені запаси цього металу в країні сконцентровані в двох родовищах молібден-міднопорфірового типу. Це велике родовище Ель-Пачон в провінції Сан-Хуан з підтвердженими запасами понад 100 тис. т, з вмістом молібдену в комплексних молібден-срібно-мідних рудах 0,015–0,016 % і надвелике, також комплексне родовище Агуа-Ріка (провінція Катамарка) з підтвердженими запасами 385,9 тис. т, з вмістом молібдену в молібден-золото-мідних рудах 0,028–0,032 %.

## Поліметали
Родовища свинцево-цинкових руд пов'язані з ранньопалеозойськими інтрузіями гранітів — родовище Аґілар, провінція Жужуй.
Вольфрам. Запаси вольфрамових руд зосереджені головним чином в численних дрібних родовищах, найбільше з яких Лос-Кондорес (запаси 3 тис. т WO3).

## Берилій
За запасами берилію Аргентина займає друге місце в Латинській Америці (після Бразилії, 1999). Родовища останнього зосереджені в пегматитах кристалічного фундаменту в Лас-Тапьяс (загальні запаси 30 тис. т), Лас-Паломас, Ла-Есмеральда та ін. З пегматитами пов'язані також родовища танталових і ніобієвих руд в сьєррах Пампи.

## Інші корисні копалини
У Аргентині є також родовища:
- бариту (Орхета, Діаманте),
- флюориту (Ноласько, Ільда),
- сірки (Серро-Тустле, Оверо, Пуенче),
- боратів (Порвенір, Бланкіта),
- азбесту (Ірма, Тереса, Сусана),
- слюди (Катамарка, Абундансія),
- олова.

## Цікаві факти
В 2025 році в Аргентині поблизу гірської системи Анди виявили нове родовище з цінними металами. Запаси родовища складають 80 млн унцій золота та срібла, а також понад 12 млн т міді.